# Calodesma plorator
Calodesma plorator là một loài bướm đêm thuộc phân họ Arctiinae, họ Erebidae.